# فكتور روتلين
فكتور روتلين (بالألمانية: Viktor Röthlin) هو عداء مسافات طويلة سويسري ولد في يوم 14 أكتوبر 1974 في بلدة كيرنس في سويسرا، أبرز إنجازاته هو فوزه بالميدالية البرونزية في بطولة العالم لألعاب القوى 2007 في أوساكا في سباق الماراثون، كما تمكن في سنة 2010 من تحقيق الميدالية الذهبية في بطولة أوروبا لألعاب القوى 2010 في برشلونة، كما فاز بالميدالية الفضية في بطولة أوروبا لألعاب القوى 2006 في غوتبورغ في السويد، روثلين هو حامل الرقم الوطني لبلده بزمن 2:09:56 الذي سجله في أبريل 2007.

## روابط خارجية
- فكتور روتلين على موقع الاتحاد الدولي لألعاب القوى (الإنجليزية)
- فكتور روتلين على موقع رابطة إحصائيات سباق الطريق (الإنجليزية)
- فكتور روتلين على موقع اللجنة الأولمبية الدولية (الإنجليزية)
- فكتور روتلين على موقع أوليمبيديا (الإنجليزية)